# Josep Escolà i Segalés
Josep Escolà i Segalés   (Barcelona, 28 d'agost de 1914 - Barcelona, 7 de març de 1998), conegut com el catedràtic del futbol, fou un futbolista català que va destacar per la seva intel·ligència, visió de joc, qualitat i potent xut a porta, a més de la seva noblesa dins el camp.

## Trajectòria
Format a l'equip del seu barri, la U.E. Sants, el 1933 va arribar al primer equip del Sants. Un any després va fer el salt al FC Barcelona, on va consumir la major part de la seva carrera.
La suspensió de la Lliga a conseqüència de la Guerra Civil va fer que el Barça realitzés una gira per Mèxic i els Estats Units en els primers mesos de 1937. Molts dels components de l'expedició blaugrana van aprofitar el viatge per a exiliar-se i continuar jugant al futbol lluny d'Espanya. Aquest va ser el cas d'Escolà, que va fitxar pel Seta i va fixar la seva residència a França. Hi va romandre fins al final del conflicte bèl·lic, i el 1940 va tornar al Barcelona, tot i que abans la Federació Espanyola el va sancionar amb un any de suspensió.
Va disputar un total de 253 partits amb el Barça, en els quals va marcar 220 gols, i va conquerir tres Lligues i una Copa d'Espanya. El seu palmarès es va poder veure augmentat amb la Copa del 1936, final que els barcelonistes van perdre davant el Reial Madrid per 2-1. Aquest partit sempre serà recordat per la fenomenal parada que va fer Ricard Zamora a un tir d'Escolà quan estava a punt de finalitzar el xoc. Aquesta va ser l'última intervenció en la carrera esportiva de Zamora, que va anunciar la seva retirada un dia després.
Retirat el 1949, Escolà va rebre la Medalla al Mèrit Esportiu i va continuar lligat al futbol com a entrenador. Va dirigir el Badalona, Sabadell, Castelló, salvant l'equip del descens a Tercera divisió, i Llevant, al qual va ascendir de Tercera a Segona Divisió. Posteriorment va passar a formar part del cos tècnic del Barcelona, com a preparador dels equips infantils, i en aquest càrrec va romandre fins a la seva jubilació.
El seu fill Ricard Escolà i Sala també fou futbolista professional.

## Palmarès
FC Barcelona
- Lliga espanyola: 3
  - 1944-45, 1947-48, 1948-49
- Copa espanyola: 1
  - 1941-42
- Copa Llatina: 1
  - 1948-49
- Copa d'Or Argentina: 1
  - 1944-45
- Copa Eva Duarte de Perón: 1
  - 1947-48
- Torneig d'Històrics: 1
  - 1948